# Google Patents
Google Patents je internetový vyhledávač od Googlu, který indexuje patenty a patentové aplikace úřadů United States Patent and Trademark Office (USPTO), European Patent Office (EPO), Světová organizace duševního vlastnictví (WIPO), Deutsches Patent- und Markenamt (DPMA), Canadian Intellectual Property Office (CIPO) a čínské State Intellectual Property Office (SIPO). Tyto dokumenty obsahují celé kolekce udělených patentů a publikovaných patentových aplikací z každé databáze (které náleží do public domain). Patentové dokumenty USA se datují od roku 1790, dokumenty EPO a WIPO od roku 1978. U starších amerických patentů bylo použito optické rozpoznávání znaků (OCR) pro umožnění jejich vyhledatelnosti a u všech zahraničních patentů byl použit Překladač Google pro umožnění vyhledatelnosti anglických překladů.

## Historie a pozadí
Služba byla spuštěna 14. prosince 2006. Google uvedl, že používá „stejnou technologii, která náleží Knihám Google“, umožňující procházení stránek a přibližování. Obrázky jsou uložitelné ve formátu PNG.
Google Patents byly aktualizovány v roce 2012 zahrnutím dokumentů úřadu European Patent Office (EPO) a nástroje Prior Art Finder.
V roce 2013 byla služba rozšířena zahrnutím dokumentů úřadů Světová organizace duševního vlastnictví, Deutsches Patent- und Markenamt (DPMA), Canadian Intellectual Property Office (CIPO) a čínské State Intellectual Property Office (SIPO). Všechny zahraniční patenty také byly přeloženy do angličtiny pro umožnění jejich vyhledávání.
V roce 2015 byla uvedena nová verze na stránce patents.google.com s novým uživatelským rozhraním a integrací služby Google Scholar se strojovou klasifikací patentů podle Cooperative Patent Classification (CPC).